# Heather Stanning
Heather Mary Stanning MBE (Yeovil, 26 de gener de 1985) és una remadora i militar anglesa, membre de l'equip de rem de Gran Bretanya, i Oficial de l'Artilleria Reial. A partir d'agost de 2014 és la posseïdora del rècord mundial actual i l'actual campiona olímpica, mundial i de la Copa del Món en doble sense timoner femení.
Stanning va néixer a Yeovil, Somerset, Anglaterra, els seus pares Timothy i Mary eren oficials de la Royal Navy. Es va educar a Gordonstoun, Escòcia, on va ser nomenada delegada en el seu últim any. El seu anuari escolar va predir que ella seria la primera a guanyar una medalla d'or olímpica.
Mentre estava als últims anys d'institut va obtenir una beca de l'exèrcit britànic i va anar a estudiar tecnologia esportiva a la Universitat de Bath, Anglaterra, va començar a remar el 2006 gràcies al Programa Start de l'equip britànic. Es va graduar de la Universitat en 2007, abans de passar a Sandhurst al costat del seu germà, Martin, que es va enrolar al regiment de la Black Watch. Un altre germà, Alistair, és metge de l'Armada.